# Therapy?

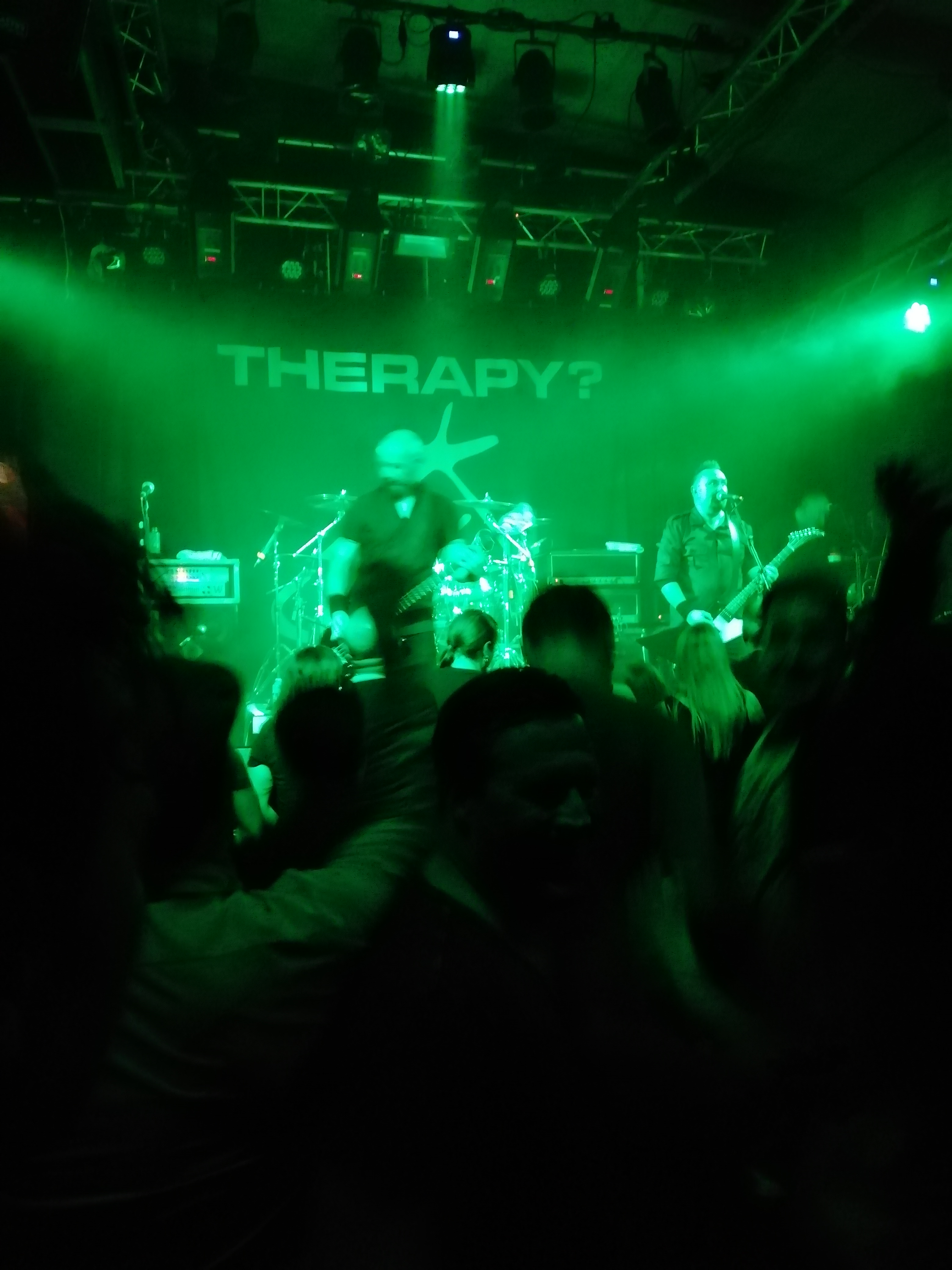
Therapy? en concert a la sala Gebaude 9 de Colònia, el divendres 13 d'octubre de 2018.

Therapy? és un grup nord-irlandès de rock alternatiu. El 1989 Andy Cairns, guitarrista i vocalista de Ballyclare, i Fyfe Ewing, bateria i també vocalista de Larne, ambdós d'Irlanda del Nord, van crear la banda. En un principi, el grup va gravar la seva primera demo amb Cairns també al baix. Per completar la formació, van reclutar el baixista de Larne Michael McKeegan. El 1992 la banda va firmar un contracte amb el destacat segell discogràfic A&M Records, en virtut del qual publicarien quatre elapés, dels quals caldria destacar sobretot Troublegum, del 1994, i Infernal Love, del 1995. La sortida del grup d'Ewing a principi del 1996 va donar pas al seu substitut, Graham Hopkins, i a Martin McCarrick, violoncel·lista i segona guitarra. Neil Cooper, al seu torn, va reemplaçar Hopkins a la bateria el 2002. Després de la marxa de McCarrick el 2004, la formació s'ha mantingut estable com a trio.
Actualment Therapy? forma part del catàleg del segell independent britànic Marshall Records. El grup ha publicat el seu 15è disc d'estudi i, al llarg de la seva carrera, ha venut al voltant de dos milions de discos arreu del món.

## Història

### Els primers anys (1989–1992)
Un dia que Andy Cairns assistia a un concert benèfic a l'institut politècnic Jordanstown a principi del 1989, es va fixar en Fyfe Ewing, que tocava la bateria en un grup de versions punk. En acabat del concert, ambdós van conversar i van acordar trobar-se per assajar a casa de Fyfe, a Larne, on Andy feia servir un petit amplificador de pràctiques, mentre que Fyfe aporrinava la bateria amb pinzells. A l'estiu van gravar una cinta demo amb quatre cançons (Thirty Seconds of Silence), en la qual l'Andy tocava un baix que els havia deixat un company de classe de Fyfe, Michael McKeegan. Quan es van decidir a actuar en directe van enrolar McKeegan. La seva primera actuació en directe va ser a l'Institut d'Art de Belfast com a teloners del grup Decadence Within un 20 d'agost del 1989. Per donar-hi continuïtat van enregistrar una altra demo de quatre cançons (Meat Abstract). El seu so mostrava notables influències d'artistes de rock independent com The Jesus Lizard, Big Black i The Membranes, així com dels nous grups de disco beat de l'estil dels belgues Erotic Dissidents.
Therapy? va publicar el seu primer senzill, sota el títol de "Meat Abstract", el juliol del 1990, del qual se’n va fer una tirada limitada de 1.000 còpies i fou editat pel segell creat pel mateix grup, Multifuckinational Records. Durant l'estiu d'aquell any, la banda va fer la seva primera gira pel Regne Unit en companyia de The Beyond, en el transcurs de la qual van aconseguir captar l'atenció de l'influent DJ John Peel. Els primers anys del grup van estar marcats per un patró similar a còpia de bregar-se en l'escena local de música alternativa, fet que suposava que Cairns sovint es passava una jornada sencera a la fàbrica de neumàtics Michelin, on treballava com a controlador de qualitat, per després creuar-se a tota pastilla Irlanda del Nord per tal d'arribar als concerts. El grup també aprofitava qualsevol oportunitat per fer de teloners i, d'aquesta manera, van acabar telonejant Loop, Ride, Teenage Fanclub, Inspiral Carpets, Tad, Fugazi i Ned's Atomic Dustbin. Therapy? aviat va guanyar-se l'atenció de l'escena musical local gràcies al seu estil únic i incorruptible. La utilització com a “quart instrument” del feedback de la guitarra i les estructures poc convencionals de les seves cançons, combinades amb unes lletres originals i fosques, a més d'amb un ús imaginatiu de samples extrets de pel·lícules de culte i de documentals extravagants, van fer que el 1990 el segell independent Wiiija Records es fixés en la banda. Al fitxatge hi va contribuir Lesley Rankine, de Silverfish, que va enviar el primer senzill del grup a Gary Walker, de Wiiija.
El primer àlbum del grup, Babyteeth, publicat el juliol de 1991, i la seva seqüela el gener del 1992, Pleasure Death, van obtenir tal èxit que van acabar fitxant per un segell important com A&M Records. De fet, ambdós discos van ser molt ben acollits en l'escena underground, fins al punt d'arribar a ser número 1 en la llista de música independent del Regne Unit. Aquesta acollida els va permetre fer de teloners de Babes In Toyland i de Hole en les seves respectives gires pel Regne Unit. A més, es va editar un recopilatori dels dos àlbums titulat Caucasian Psychosis per al mercat nord-americà, i el 1992 el grup es va embarcar en la seva primera gira pels EUA.
El novembre de 1992, el seu LP de debut amb el segell A&M, Nurse, va situar-se entre els 40 més venuts de la llista de discos del Regne Unit, mentre que el senzill principal del disc, "Teethgrinder", es convertí en el primer single entre els 40 més venuts tant a Irlanda[6] com al Regne Unit. La revolució grunge anava a tota màquina, amb el grup nord-americà Nirvana al capdavant. Tal com era de preveure, la premsa va comparar ambdues bandes. De fet, les guitarres pesants i la innovació a la bateria que s'estaven convertint en el segell personal de Therapy? els acostava més cap al grunge que no pas els n'allunyava.

### L'èxit (1993–1995)
Si s'hagués d'assenyalar algun any com el del "boom" en la història del grup, amb gairebé total seguretat aquest seria el 1993. La publicació de l'EP Shortsharpshock catapultà Therapy? a la llista dels més venuts fins a arribar al número 9, amb la cançó principal de l'EP "Screamager". Aquest senzill els obrí les portes de la primera d'un seguit d'actuacions al famós programa musical britànic anomenat Top of the Pops. Després vindrien dos EPs més entre els 40 més venuts, Face the Strange i Opal Mantra, mentre que el grup no parava d'actuar sense descans pel circuit de festivals europeus i feu dues incursions separades als EUA com a teloners de Kings X primer i després de Helmet i The Jesus Lizard, per acabar actuant per primer cop al Japó.[4] Un recopilatori dels tres EPs es va publicar als EUA i al Japó (sota el títol de Hats Off to the Insane) i a Europa (sota el títol de Born in a Crash).
El febrer del 1994 es va editar amb gran èxit comercial l'LP Troublegum, la qual cosa permeté que el grup aparegués en un seguit de festivals indie i rock, incloent-hi Reading (en la que era la seva tercera actuació consecutiva), Donington i Phoenix, per citar-ne alguns només al Regne Unit, i va deixar un grapat de senzills entre els 40 més venuts. Així mateix, va obtenir un reguitzell de nominacions en els guardons que se solen donar a final d'any, incloent-hi una nominació al Mercury Music Prize i un guardó als premis Kerrang!.[7][4]
En paral·lel a la creixent impaciència per un nou àlbum, Infernal Love veié la llum el juny del 1995. Aquest cop, la reacció de la premsa va ser més tèbia. El grup havia tractat de crear un disc d'atmosfera "cinematogràfica" amb la contractació del DJ de Belfast David Holmes, que es va encarregar de lligar cada cançó d'una manera "dement", però als ulls de molts allò era +un disc desconjuntant i sobredimensionat amb balades. Malgrat que van actuar per segon cop consecutiu a Donington, a petició de Metallica, i que els singles "Stories" i "Loose" van colar-se a les llistes britàniques dels més venuts de l'any, es va posar de manifest el canvi de rumb dels Therapy?. Per bé que el senzill "Diane" (tema original de Hüsker Dü al qual van incorporar violoncel) va situar-se entre els 10 més venuts en 15 països europeus a final d'any, bona part de la inèrcia inicial s'havia esvaït.[4]

### Ewing se’n va / Quartet (1996–1998)
Fyfe Ewing va abandonar el grup el gener del 1996. La banda de seguida va reclutar Graham Hopkins per substituir Ewing, moviment que es va completar amb el fitxatge permanent del violencel·lista Martin McCarrick, i el grup va efectuar una gira sense descans pels EUA i el Canadà el 1996.[4]
Amb la gira acabada, el 1996 Therapy? per fi es va agafar un descans. Van reagrupar-se després d'uns quants mesos i van destinar la major part del 1997 a compondre, assajar i a gravar el que havia de ser la continuació d'Infernal Love.[8][4]
Tot i que el senzill "Church of Noise", publicat el 1998, no va tenir gaire èxit comercial, va suposar el retorn de la banda després de tres anys apartada dels focus. L'elapé Semi-Detached transcendí la trajectòria de Troublegum i d'Infernal Love amb la seva atmosfera fosca i esquerpa.[9]Tanmateix, la promoció de l'àlbum va ser, en el millor dels casos, escassa, a causa dels problemes que arrossegava el segell A&M i que van culminar amb la cancel·lació del contracte discogràfic que el grup tenia amb la discogràfica. Sense el suport d'un segell discogràfic, Cairns i McKeegan van haver de finançar ells mateixos la gira europea de finals del 1998.[4]

### El canvi de mil·lenni (1999–2003)
El sentiment de la banda respecte de la nova fornada de grups de metal alternatiu va quedar expressat en la cançó “Ten Year Plan”, inclosa en l'inapel·lable àlbum Suicide Pact - You First, publicat el 1999 per mitjà del segell Ark21, un àlbum que traspua mordacitat crua, desengany i una agressió musical a penes continguda. Aquest elapé posà sobre la taula un so més potent, si bé estava mancat de cançons adients per ser emeses en emissores comercials.[10][4]
L'any següent, la publicació del recopilatori So Much For The Ten Year Plan-A Retrospective 1990-2000 (almenys pel que feia al títol) va ser tot un exabrupte carregat d'ironia envers ells mateixos arran de les dificultats experimentades pel grup amb la indústria del rock en els darrers anys. Alhora el disc també va permetre que la banda complís uns compromisos que tenia pendents amb Universal Music.[4]
A continuació, a les primeries del 2001 Therapy? va gravar Shameless a Seattle. La producció anà a càrrec del llegendari Jack Endino, mentre que la discogràfica Ark21 endarrerí la publicació fins al setembre. Graham Hopkins, que estava descontent pel seu rol musical limitat, va abandonar el grup al desembre d'aquell any. Arran de la marxa de Hopkins, Therapy? tornà a trobar-se sense bateria i sense segell discogràfic.[4]
Amb tot, la banda va sortir de gira per Europa el 2002 amb l'anterior bateria de 3 Colours Red, Keith Baxter. Finalment, l'exbateria de The Beyond/Cable/Gorilla, Neil Cooper, va substituir Hopkins com a membre permanent de la banda, la qual signaria un contracte amb el segell Spitfire Records.[4]
Aquesta formació es mantingué fins al següent disc, High Anxiety, de caràcter més comercial. Poc després es va comercialitzar el primer vídeo del grup, un DVD que duia per títol Scopophobia i que incloïa un concert sencer enregistrat al Mandella Hall de Belfast el juny del 2003, vídeos promocionals i altres extres. A finals d'any, Therapy? va concloure la seva gira pel Regne Unit ja com a trio, a causa de la marxa de McCarrick a meitat gira per culpa d'una perforació de timpà.

### Tres un altre cop (2004–2009)
McCarrick va abandonar Therapy? de manera definitiva el març del 2004, amb la qual cosa la banda va tornar a escurçar-se fins a només tres membres, cosa que no succeïa des del 1995. Never Apologise Never Explain va veure la llum el setembre del 2004 per a un públic que va haver de familiaritzar-se amb els Therapy? reconvertits novament en trio i que recordaven el so claustrofòbic del seu material primerenc.[11]
El següent disc, One Cure Fits All, va publicar-se l'abril del 2006. L'àlbum, produït per Pedro Ferreira, representà un retorn als ritmes melòdics de High Anxiety i, novament, va suscitar divisió d'opinions entre els seguidors del grup.[11]
El 19 de setembre de 2006, Therapy? va fer un concert d'estudi en exclusiva amb cançons escollides pels fans després que aquests prèviament haguessin votat les seves tres preferides del grup a partir d'una extensa llista exposada al lloc web de la banda. Un cop fet el recompte de vots, el grup va tocar les 12 cançons més votades, que van ser enregistrades i es van posar a la venda al lloc oficial web del grup sota el títol de Webgig, enregistrament que ja no es troba a la venda.[12] A més d'aquest enregistrament, l'antiga discogràfica de la banda Universal Records (la posseïdora dels drets del material enregistrat pel grup a A&M Records) es va fixar en ells i el 2007 va publicar un DVD amb videoclips promocionals antics (Gold) i un doble CD recopilatori de sessions a la BBC (Music Through A Cheap Transistor). Pel que fa a les gires, Therapy? va centrar-se en mercats on encara no havia tocat, fet que els va portar a tocar al festival NXNE del Canada i a festivals d'arreu d'Europa (en un dels quals van actuar com a substituts de Helmet al Nova Rock Festival), així com una gira per països com ara Romania, Croàcia i Sèrbia o fins i tot a dos concerts a l'illa de la Reunió, davant de la costa oriental de l'Àfrica. L'any 2007, el grup l'acabaria al costat de New Model Army en el seu concert nadalenc a Colònia.
El febrer del 2008 Therapy? va reemplaçar a últim hora Biffy Clyro a la gira Jägermeister Rock Liga per Alemanya, que incloïa 5 concerts, els quals van ser les úniques actuacions del grup al llarg del 2008, ja que van preferir concentrar les seves energies exclusivament en l'enregistrament d'un nou disc. Therapy? va començar a gravar el nou àlbum a finals de juny als Blast Studios de Newcastle, gravació que conclouria a finals del mes d'agost i que va comptar amb la producció d'Andy Gill. Al lloc web de la banda es va pujar un vídeo amb assajos i petites mostres de les noves composicions, que mostraven una direcció més rítmica amb influències jazz ("Rehearsal"),[13] a banda d'una cançó més crua il·lustrativa del nou material ("Clowns Galore").[14] El disc, titulat Crooked Timber, es va publicar el 23 de març de 2009 a través de Blast Records/Global Music.[15] Durant el mes de març, el grup va interpretar en directe el nou àlbum en la seva totalitat, va tocar a diversos festivals europeus al llarg de l'estiu (incloent-hi la seva primera actuació a l'Oxegen d'Irlanda i una segona actuació al festival anglès Download) i, d'octubre a desembre, va recórrer el continent europeu.

### Vintè aniversari (2010–2013)
Per commemorar el 20è aniversari del seu primer enregistrament amb fins comercials, Therapy? va actuar durant tres nits consecutives de març del 2010 al Monto Water Rats de Londres. Aquestes actuacions foren gravades per ser incloses en el primer àlbum en directe del grup, titulat We're Here To The End [16] i que va veure la llum el novembre d'aquell mateix any. Així mateix, el 19 de juliol es va publicar un edició daurada de luxe de Crooked Timber. A l'estiu, Therapy? va estar present en festivals com ara el Knebworth Sonisphere, on el 31 de juliol la banda va tocar sencer el disc Troublegum.[17] Com a part de les celebracions pel seu 20è aniversari, a finals d'any el grup va fer diverses actuacions en directe per tot Europa sota el títol de "Troublegum & more".
El desembre del 2010, Therapy? va començar a gravar el seu 13è elapé d'estudi, titulat A Brief Crack of Light,[18] de nou als Blast Studios de Newcastle. El procés d'enregistrament es va donar per acabat el febrer del 2011 i al març es va procedir al procés de mesclatge.[19] Amb tot, a finals de maig del 2011, el grup va anunciar un canvi de plans respecte del nou disc; farien noves sessions de gravació al juny per tal d'enregistrar noves cançons que havien sorgit. Finalment, el juliol del 2011 es va mesclar el nou material, que fou inclòs, juntament amb les cançons de la primera tongada, al nou disc. Així, el febrer del 2012 es va acabar publicant l'àlbum.[20], si bé el gener del 2012 el va precedir un single amb el corresponent vídeo homònim titulat "Living in the Shadow of the Terrible Thing".[21]
Al seu torn, el maig del 2013, Cairns es va embarcar en la seva primera gira acústica en solitari pel Regne Unit, que també va ampliar-se amb alguns concerts per Europa. Per deixar-ne constància, va publicar un CD amb material acústic de venda únicament als concerts i que comprenia 12 cançons de Therapy?, 6 cançons originals escrites per a la gira i 1 versió. Aquest CD el va gravar a finals d'abril als Blast Studios de Newcastle.[22]
El 18 de novembre del 2013, es va presentar The Gemil Box, un cofre amb rareses i material inèdit al llarg de tota la carrera de la banda. El contingut incloïa, a més, versions remasteritzades dels elapés Nurse, Troublegum, Infernal Love i Semi-Detached; 3 CDs amb cançons inèdits i rareses; 1 DVD amb la interpretació sencera del disc Troublegum al Sonisphere del 2010 i les gravacions oficials dels concerts del 91 a l'ULU de Londres i al London Mean Fiddler del 92; un disc 12" de les seves primeres demos, i una casset amb un enregistrament en directe d'un concert del 1990 a Dublín.[23]
El 31 de març de 2014, Universal Music va publicar edicions de luxe tant de Troublegum com d'Infernal Love.[24] Al seu torn, la banda va promocionar aquestes edicions pujant al seu canal de YouTube un seguit de vídeos i cançons antigues com a preludi d'un petit tour fet pel Regne Unit a principi d'abril. Per la seva banda, Spectrum Records, una filial d'Universal Music, va editar el 14 d'abril del 2014 Stories: The Singles Collection, un recopilatori dels senzills del grup publicats entre 1992 i 1998.

### Disquieti concerts acústics (2014–2017)
El 18 de febrer del 2014, el grup va iniciar el procés de preproducció del seu 14è àlbum d'estudi amb el productor Tom Dalgety, al seu recurrent entorn de gravació, els Blast Studios de Newcastle. El procés va estar llest el 28 de febrer, del qual en van sortir 18 cançons en format demo.[25] Després de seleccionar-ne 11, la banda va començar pròpiament la gravació del nou disc el 17 d'abril del 2014, el qual van completar el 30 d'abril del mateix any.[24] L'elapé, titulat Disquiet, es va publicar amb el nou segell discogràfic del grup el 23 de març del  2015. Abans, el 23 de febrer, s'havia anunciat la comanda prèvia del disc, la qual incloïa una descàrrega immediata de dos cançons de l'elapé i una cançó en exclusiva per a la comanda prèvia titulada “We Kill People”. A més, el 9 de març del 2015 es va publicar únicament en format digital el senzill "Still Hurts", que venia acompanyat de dues cançons no incloses en el disc.
Aquell març precisament, Therapy? donaria el tret de sortida al Regne Unit a la primera part del tour per promocionar Disquiet, per després continuar-lo per Països Baixos, Bèlgica i Alemanya, abans de retornar novament a terres britàniques ja al mes d'abril. 'Quantum VR Media' va enregistrar l'actuació que la banda va efectuar a Utrecht per ser publicada en el futur com a 360 VR. A primers de maig, Therapy? va gravar una sessió per a XFM, la 4a en total comptant-hi les del 2001, 2004 i 2012. A la tardor, el 30 d'octubre, es va publicar el senzill "Deathstimate" però només en format digital. Mentre que el senzill "Tides" es publicaria el 15 d'abril del 2016,[26] com a CD d'edició limitada, per bé que des del març d'aquell mateix any s'havia pogut adquirir en la gira que el grup va realitzar pel Regne Unit interpretant íntegrament l'àlbum Infernal Love. A l'estiu, les actuacions en festivals agafarien el relleu, amb actuació inclosa al festival alemany Wacken Open Air.[27] Del 14 de novembre a l'1 de desembre del 2016, Therapy? va emprendre una gira totalment acústica que duia per títol "Wood & Wire" i que va recórrer Bèlgica, Països Baixos, Àustria, Alemanya i el Regne Unit.[28] D'aquí en va sorgir un nou disc acústic amb 11 cançons enregistrades que amb el títol homònim de Wood & Wire i que només es va posar a la venda en format CD en aquests concerts. La banda faria 6 concerts més de la gira "Wood & Wire" a Irlanda ja a l'abril del 2017.
Seguint amb el format acústic, el juliol del 2017 el grup va anunciar que a finals d'agost publicaria un doble àlbum en aquest format, Communion: Live at the Union Chapel[29]. El doble disc va ser enregistrat a Londres l'1 de desembre de 2016 en el transcurs de la gira europea de "Wood & Wire".

### Cleave(2018)
El 15 de gener del 2018 Therapy? va tornar als estudis Blast Recording de Newcastle per començar a gravar el seu 15è disc d'estudi, per al qual va comptar amb la producció de Chris Sheldon. El procés de gravació es va donar per acabat el 6 de febrer del 2018[30] i al març el grup va completar una gira amb 22 concerts pel Regne Unit i Irlanda com a teloners de The Stranglers.
Dos mesos després, el 10 de maig del 2018, la banda va anunciar a les xarxes socials que havia signat un contracte d'abast mundial amb el segell Marshall Records: "Molt satisfets d'anunciar que hem signat un contracte d'abast mundial amb @marshallrecs! El primer senzill, “Callow”, del nostre 15è disc CLEAVE es publicarà el 25 de maig del 2018".[31]
"Wreck it Like Beckett", el segon single, es va publicar com a descàrrega digital a principis de setembre d'aquest 2018 com a preludi de l'aparició de l'àlbum Cleave, el 21 del mateix mes, després d'una campanya de reserva de comandes a través de Pledge Music, la qual va incloure CDs firmats, vinils de colors, vinils negres i impressions de prova.

### Trentè aniversari (2019-20)
L'octubre del 2019 la banda va anunciar un seguit de concerts per a l'any següent amb motiu de la celebració del 30è aniversari de la banda, formada el 1989. La gira, en un principi, incloïa concerts tant pel Regne Unit i Irlanda, com per l'Europa continental (Alemanya, els Països Baixos, Bèlgica i Luxemburg), si bé amb motiu de la pandèmia ocasionada per la covid-19 aquesta ronda de concerts es va posposar fins a dos cops per, finalment, preveure's per a la primavera del 2021.
Anteriorment, el gener del 2020, es va posar en coneixement del gran públic que al març sortiria publicat un elapé que portaria per títol Greatest Hits (The Abbey Road Session), editat amb el segell actual de la banda, Marshall Records. L'àlbum era doble i incloïa un recull dels principals èxits publicats per la banda en el seu període de màxim auge, amb la particularitat que la banda havia enregistrat novament cadascun dels temes i comptaria amb la producció de Chris Sheldon. A la vegada, l'àlbum també comptava amb un segon CD/LP amb una cançó gravada en directe de cadascun dels elapés publicats pel grup al llarg dels seus 30 anys de trajectòria.

### Biografia de la banda per Simon Young (2020)
El 22 de setembre de 2020 va aparèixer publicada en anglès la biografia oficial de la banda sota el títol de So much for the 30 year plan, escrita pel periodista musical Simon Young, obra per a la qual va comptar amb plena col·laboració del grup. La biografia va aparèixer publicada a l'editorial JAWBONE press, per bé que arran de l'enorme èxit que va tenir la primera edició, l'editorial en va ordenar una reimpressió.

## Discografia

### Àlbums d'estudi
- Babyteeth (1991)
- Pleasure Death (1992)
- Nurse (1992)
- Troublegum (1994)
- Infernal Love (1995)
- Semi-Detached (1998)
- Suicide Pact – You First (1999)
- Shameless (2001)
- High Anxiety (2003)
- Never Apologise Never Explain (2005)
- One Cure Fits All (2006)
- Crooked Timber (2009)
- A Brief Crack of Light (2012)
- Disquiet (2015)
- Cleave (2018)

### Àlbums en viu
- We're here to the End (2010)
- Communion [Live at the Union Chappel] [acústic] (2018)

### Recopilatoris
- Caucasian Psychosis (1992)
- So much for the Ten Year Plan (2000)
- Music Through a Cheap Transistor (2007)
- The Gemil Box (2013)
- Stories: The Single Collection (2014)
- Wood & Wire [acústic] (2016)
- Greatest Hits (The Abbey Road Session) (2020)

### EPs
- Shortsharpshock (1993)
- Face the Strange (1993)
- Opal Mantra (1993)
- Born in a Crash (1993)
- Hats Off to the Insane (1993)

### Senzills
- "Meat Abstract" (1990)
- "Teethgrinder" (1992)
- "Nowhere" (1994)
- "Trigger Inside" (1994)
- "Die Laughing" (1994)
- "Isolation" (1994)
- "Femtex" (1994)* només per als EUA.
- "Stories" (1995)
- "Loose" (1995)
- "Diane" (1995)
- "Misery" (1995)* només per als EUA.
- "Bad Mother" (1996)* només per a Bèlgica.
- "Church of Noise" (1998)
- "Lonely, Cryin', Only" (1998)
- "Hate Kill Destroy" (2000)
- "Gimme Back My Brain" (2001)
- "I Am the Money" (2001)
- "If It Kills Me" / "Rust" (2003)
- "My Voodoo Doll" (2003)
- "Polar Bear" / "Rock You Monkeys" (2005)
- "Rain Hits Concrete" (2006)
- "Crooked Timber" (2009)
- "Exiles" (2010)
- "Living in the Shadow of the Terrible Thing" (2012)
- "Before You With You After You" (2012)
- "Still Hurts" (2015)
- "Deathstimate" (2015)
- "Tides" (2016)
- "Callow" (2018)
- "Wreck It Like Beckett" (2018)
- "Kakistocracy" (2019)

### DVDs
- Scopophobia (2003)
- Gold: The Videos (2007)[10][11]